# Sycettusa nitida
Sycettusa nitida is een sponssoort in de taxonomische indeling van de kalksponzen (Calcarea). De spons leeft in de zee en zijn steencel bestaat uit calciumcarbonaat.
De spons behoort tot het geslacht Sycettusa en behoort tot de familie Heteropiidae. De wetenschappelijke naam van de soort werd voor het eerst geldig gepubliceerd in 1900 door Arnesen.